# Pierre Guerlais
Pierre Guerlais, né le 13 février 1894 à Nantes et mort avant le 11 juillet 1945 à la prison de Fresnes, est un ingénieur électricien français, connu pour ses activités de producteur de cinéma et de réalisateur. Il dirige également l'Agefi durant les années sombres de l'Occupation, de novembre 1940 à juin 1944.

## Biographie
Pierre Guerlais naît le 13 février 1894 à Nantes, de Pierre Marie Jean Baptiste Guerlais, corroyeur, et Eugénie Charlotte Véronique Naud, son épouse,. Ingénieur diplômé de l’École supérieure d'électricité, il dirige, sous l'occupation allemande, l'Agence économique et financière, par ailleurs placée sous contrôle allemand,,.
À la fin de la guerre, sur avis du Comité de libération du cinéma français, Guerlais est arrêté, inculpé de collaboration économique avec l’ennemi et atteinte à la sûreté extérieure de l’État. Écroué à la prison de Fresnes, il se suicide en juillet 1945, à l'âge de 51 ans. Il est inhumé le 11 juillet 1945 dans un caveau du cimetière des Batignolles,. Le registre d'inhumation indique qu'il résidait dans le 12e arrondissement de Paris et que sa dépouille provenait de la commune de Fresnes.

## Filmographie
Producteur
- 1932 : Danton d'André Roubaud
- 1942 : Le Mariage de Chiffon de Claude Autant-Lara
- 1942 : Croisières sidérales d'André Zwoboda (+ scénariste)
- 1942 : Une étoile au soleil de André Zwoboda
- 1942 : L'Homme qui joue avec le feu de Jean de Limur
- 1943 : Douce de Claude Autant-Lara
- 1945 : La Grande Meute de Jean de Limur

Réalisateur
- 1933 : Jocelyn (+ scénariste)
- 1934 : Pêcheur d'Islande (+ producteur)